# Козлодуйци
Козлодуйци (болг. Козлодуйци) — село в Болгарии. Находится в Добричской области, входит в общину Добричка. Население составляет 447 человек.

## Политическая ситуация
В местном кметстве Козлодуйци, в состав которого входит Козлодуйци, должность кмета (старосты) исполняет Пепа  Петрова Вылчева (Болгарская социалистическая партия (БСП)) по результатам выборов правления кметства.
Кмет (мэр) общины Добричка — Петко Йорданов Петков (Болгарская социалистическая партия)  по результатам выборов в правление общины.